# إيمي باسكال
إيمي باسكال (بالإنجليزية: Amy Pascal)‏ هي سيدة أعمال ورائدة أعمال أمريكية، ولدت في 25 مارس 1958 في لوس أنجلوس في الولايات المتحدة.

## وصلات خارجية
- إيمي باسكال على موقع IMDb (الإنجليزية)
- إيمي باسكال على موقع ميوزك برينز (الإنجليزية)
- إيمي باسكال على موقع إن إن دي بي (الإنجليزية)
- إيمي باسكال على موقع قاعدة بيانات الفيلم (الإنجليزية)